# Koembasoela
De Koembasoela, ook wel Koembaval, is een stroomversnelling in Sipaliwini in Suriname. Het is de belangrijkste stroomversnelling in de Pikin Rio. Koemba betekent navelstreng; vlak voor de stroomversnelling zijn er meerdere vertakkingen in de rivier die bij de Koembasoela weer bij elkaar komen.